# Азин, Леонид Александрович
Леонид Александрович Азин (1923—1996) — советский учёный-агроном, доктор сельскохозяйственных наук, профессор; Заслуженный деятель науки РСФСР (1983).

## Биография
Родился 3 августа 1923 года в городе Катав-Ивановске Челябинской губернии. Его отец служил в Красной армии, был адъютантом начальника 28-й стрелковой дивизии В. М. Азина, после смерти которого, в 1920 году, взял его фамилию. В 1937 году был арестован, в 1938 году — расстрелян, реабилитирован в 1958 году. Мать — Мария Александровна, стала учёным, доктором медицинских наук.
В 1931 году вместе с родителями переехал в город Свердловск. Там в 1941 году окончил среднюю школу и был призван в Красную армию. Обучался в Киевском военно-медицинском училище, эвакуированном вглубь страны, но в марте 1942 года демобилизован по состоянию здоровья. Вернулся в Свердловск и в 1942—1943 годах работал токарем на одном из военных заводов, одновременно учился на заочном отделении Свердловского сельскохозяйственного института, в 1944 году перевелся на его очное отделение. Окончив вуз в 1946 году и получив специальность агроном-полевод, по распределению был направлен работать на Свердловской полеводческой станции, а в следующем году переведен в Институт биологии Уральского филиала АН СССР, где обучался в аспирантуре. В 1953 году в Московском технологическом институте пищевой промышленности защитил кандидатскую диссертацию на тему «Хранение семенного зерна и улучшение его качества в Свердловской области».
В 1954—1955 годах Леонид Александрович работал агрономом колхоза «Ленинский завет» Арамильского района. В декабре 1955 года вернулся в Свердловскую полеводческую станцию, став заместителем директора по научной части. Когда в апреле 1956 года станция вошла в состав организованного Уральского НИИ сельского хозяйства, Азин работал в нём старшим научным сотрудником, заведующим лабораторией, ученым секретарем института. В 1963 году перешел на преподавательскую работу в Уральский государственный университет, где в 1965 году стал доцентом. С 1967 года работал в Свердловском институте народного хозяйства, организовал и возглавил в нём кафедру товароведения продовольственных товаров, которой руководил почти 30 лет — до конца жизни.
Выполнив и защитив в 1968 году докторскую работу на тему «Улучшение качества семенного зерна на Среднем Урале», получил в 1969 году ученую степень доктора сельскохозяйственных наук. В институте руководил аспирантурой, подготовил ряд кандидатов и докторов наук; опубликовал более 200 научных работ. Одновременно Л. А. Азин на общественных началах являлся старшим научным сотрудником Уральского научно-исследовательского института сельского хозяйства.
Был награжден орденом «Знак Почета» (1976) и медалями, в числе которых «За доблестный труд в Великой Отечественной войне 1941—1945 гг.», а также серебряная медаль ВДНХ СССР (1965). Имел нагрудный знак «За отличные успехи в работе в области высшего образования».
Умер 26 октября 1996 года в Екатеринбурге, похоронен на Широкореченском кладбище. Его сын — Александр — учёный-медик, доктор медицинских наук.